# Michel Vovelle
Michel Vovelle (Gallardon, Eure y Loir, 6 de febrero de 1933-Aix-en-Provence, 6 de octubre de 2018) fue un historiador modernista francés, especialista en los siglos XVII y XVIII, y en particular de la Revolución francesa. Por su enfoque historiográfico, destacó en la «historia de las mentalidades».

## Trayectoria
Vovelle fue alumno de la Escuela Normal Superior de Saint-Cloud, donde se graduó en 1953. Obtuvo la agregación de historia en 1956, y en 1971 un doctorado de Estado en la Universidad Lumière-Lyon II con la tesis Piedad barroca y decristianización en la Provenza del siglo XVIII sobre las actitudes provenzales ante la muerte en el Siglo de las Luces, según las cláusulas de los testamentos.
Fue profesor de historia moderna en la Universidad de Provenza Aix-Marseille I y más tarde profesor de historia de la Revolución francesa en la Universidad de París I Panthéon-Sorbonne (París) y director del «Institut historique de la Révolution française», sucediendo a Albert Soboul.
Miembro crítico del Partido Comunista, Michel Vovelle fue elegido por Jean-Pierre Chevènement en 1982 para coordinar la conmemoración científica del bicentenario de la Revolución Francesa. En 1983, fue nombrado présidente del consejo científico y técnico del museo de la Revolución francesa. Publicó 1789 l'héritage et la mémoire y a partir de 1991 promovió un estudio amplio sobre la Revolución Francesa.
De 1983 a 1993, codirigió la sociedad de estudios robespierristas.
A pesar de su cercanía al materialismo histórico de inspiración marxista, desde los años 1990 contribuyó a rehabilitar el papel histórico del actor individual, hasta entonces minusvalorado por la atención que se ponía en las estructuras económicas y sociales. Junto con Bernard Lepetit, es el precursor francés de la microhistoria, corriente italiana de finales del siglo XX.
Su producción fue inmensa.

## Obra
- L'Irrésistible Ascension de Joseph Sec bourgeois d'Aix, Aix, Edisud, 1975.
- La Métamorphose de la fête en Provence de 1750 à 1820, Flammarion, 1976.
- Religion et Révolution : la déchristianisation de l'an II, Hachette, 1976.
- Vision de la mort et de l'au-delà en Provence du XV au XIXe d'après les autels des âmes du purgatoire, A. Colin, 1970; con Gaby Vovelle.
- Piété baroque et déchristianisation en Provence au XVIIIe siècle. Les attitudes devant la mort d'après les clauses de testaments, Seuil, 1978.
- De la cave au grenier, Serge Fleury Éd., Canadá, 1980.
- Idéologies et mentalités, Librairie François Maspero, 1982.
- La Mort et l'Occident de 1300 à nos jours, Gallimard, 1983 y 2001.
- La Ville des morts, essai sur l'imaginaire collectif urbain d'après les cimetières provençaux, 1800-1980, con Régis Bertrand, Marsella, CNRS, 1983.
- Théodore Desorgues ou la désorganisation: Aix-Paris, 1763-1808, Seuil, 1985.
- La Mentalité révolutionnaire: société et mentalités sous la Révolution française, Éd. sociales, 1986.
- 1793, la Révolution contre l'Église: de la raison à l'être suprême, Complexe, 1988.
- Les Aventures de la raison Belfond, 1989. Entr. con Richard Figuier.
- 1789 l'héritage et la mémoire, Privat, 1989.
- Histoires figurales: des monstres médiévaux à Wonderwoman, Usher, 1989.
- Mourir autrefois, Gallimard / Julliard, 1974 y Folio, 1990.
- La Révolution française, A. Colin, 1992 a 2002.
- L'heure du grand passage : Chronique de la mort, coll. « Découvertes Gallimard / Traditions » (n.º 171), Gallimard, 1993.
- Les Âmes du purgatoire ou le travail du deuil, Gallimard, 1996.
- Le Siècle des lumières, PUF, 1997.
- Les Jacobins de Robespierre à Chevènement, La Découverte, 1999.
- Les Républiques sous les regards de la grande nation, L'Harmattan, 2001.
- Combats pour la Révolution française, La Découverte, 1993-2001.
- Les Folies d'Aix ou la fin d'un monde, Le temps des cerises, 2003.
- La Révolution française expliquée à ma petite-fille, Seuil, 2006

### Traducciones
- La caída de la monarquía 1787-1792: nueva historia de la Francia contemporánea. Barcelona: Ariel, 1979.
- Introducción a la historia de la Revolución Francesa. Barcelona: Crítica, 1981.
- Ideologías y mentalidades. Barcelona: Ariel, 1985.
- La mentalidad revolucionaria. Barcelona: Crítica, 1989.